# 石河循一
石河 循一（いしかわ じゅんいち、1955年12月11日 - ）は、元NHKアナウンサー。

## 人物
福島県福島市]出身。福島県立福島高校、法政大学卒業後の1978年にNHKへ入局。北見、仙台などでプロ野球などスポーツ中継を担当。その後帯広局放送部副部長、新潟局放送部副部長、日本語センター、ラジオセンター、東京アナウンス室担当部長を歴任。現在はNHK杯、NHK将棋フォーカスの統括プロデューサーを務める。